# Relaciones Botsuana-Chile
Las relaciones Botsuana-Chile son las relaciones internacionales entre la República de Botsuana y la República de Chile.

## Historia

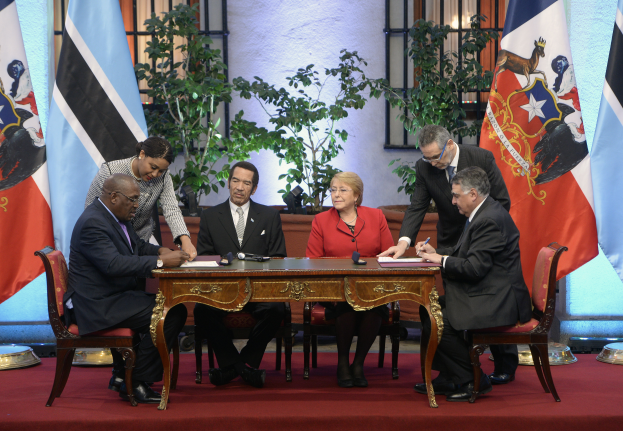
Firma de acuerdos bilaterales entre Botsuana y Chile durante la visita de Estado del presidente botsuano Ian Khama a su par Michelle Bachelet en el Palacio de la Moneda, en julio de 2017

Las relaciones bilaterales entre ambos países se establecieron el 13 de octubre de 1997, ocasión en que el presidente de Bostsuana  Quett Masire, visitó Chile para participar del X Congreso Mundial de Productividad. Desde esa fecha, las relaciones se han basado en la cooperación. Chile ha recibido delegaciones técnicas de Botsuana en las áreas de minería, energía y recursos hídricos, entre otras, para compartir experiencias en esas materias.
En julio de 2012, el canciller de Botsuana, Phandu T. C. Skelemani, visitó Chile, oportunidad en la que firmó con su par chileno Alfredo Moreno Charme un memorándum de entendimiento para promover la cooperación bilateral, en el marco del interés de ambos países por potenciar los contactos interregionales a nivel político, económico y cultural.
En abril de 2016, una delegación botsuana encargada de elaborar la estrategia de desarrollo de esa economía africana hasta el año 2036 por encargo presidencial, visitó Chile, donde sostuvo encuentros con autoridades de diversas instituciones públicas y privadas para conocer sus experiencias en el diseño y seguimiento de políticas públicas de largo plazo para el desarrollo. Meses más tarde, el vicecanciller chileno Edgardo Riveros viajó a Botsuana, donde firmó junto a la canciller botsuana Pelomoni Venson Moitoi un memorándum de entendimiento sobre consultas políticas, institucionalizando de esta forma el diálogo político entre ambas naciones y fortaleciendo su relación bilateral. Posteriormente, durante una visita de Estado a Chile del presidente de Botsuana en julio de 2017, Ian Khama, ambos países suscribieron un memorándum de entendimiento para la promoción de la inversión y el crecimiento y para facilitar la diversificación del comercio.

## Relaciones comerciales
En 2021, el intercambio comercial entre ambos países ascendió a los 20 mil dólares estadounidenses. Los principales productos exportados por Chile fueron sábanas y fundas de algodón, mientras que Botsuana envió al país sudamericano prendas de vestir de punto y partes para máquinas.

## Misiones diplomáticas
- La embajada de Botsuana en Brasil concurre con representación diplomática a Chile.
- La embajada de Chile en Sudáfrica concurre con representación diplomática a Botsuana.